# Pressbyråns museum
Pressbyråns museum är ett privat arbetslivsmuseum med begränsat tillträde, som ägs och drivs av Pressbyrån och är förlagt till dess huvudkontor på Kungsholmen i Stockholm. Det ligger i nuvarande lokaler sedan omkring 2021.
Museet förevisar Pressbyråns historia. Företaget började utvecklas 1899, då Svenska Telegrambyrån fick ensamrätt att sälja lösnummer av tidningar på Statens Järnvägars järnvägsstationer. År 1903 öppnade den första kiosken utanför en järnvägsstations område på Hamnplan utanför Helsingborgs centralstation och 1906 grundades det separata bolaget Svenska Pressbyrån. År 1916 började också kioskförsäljning av tobak och choklad.
Museet har öppet för bokade grupper.